# Italiotischer Bund

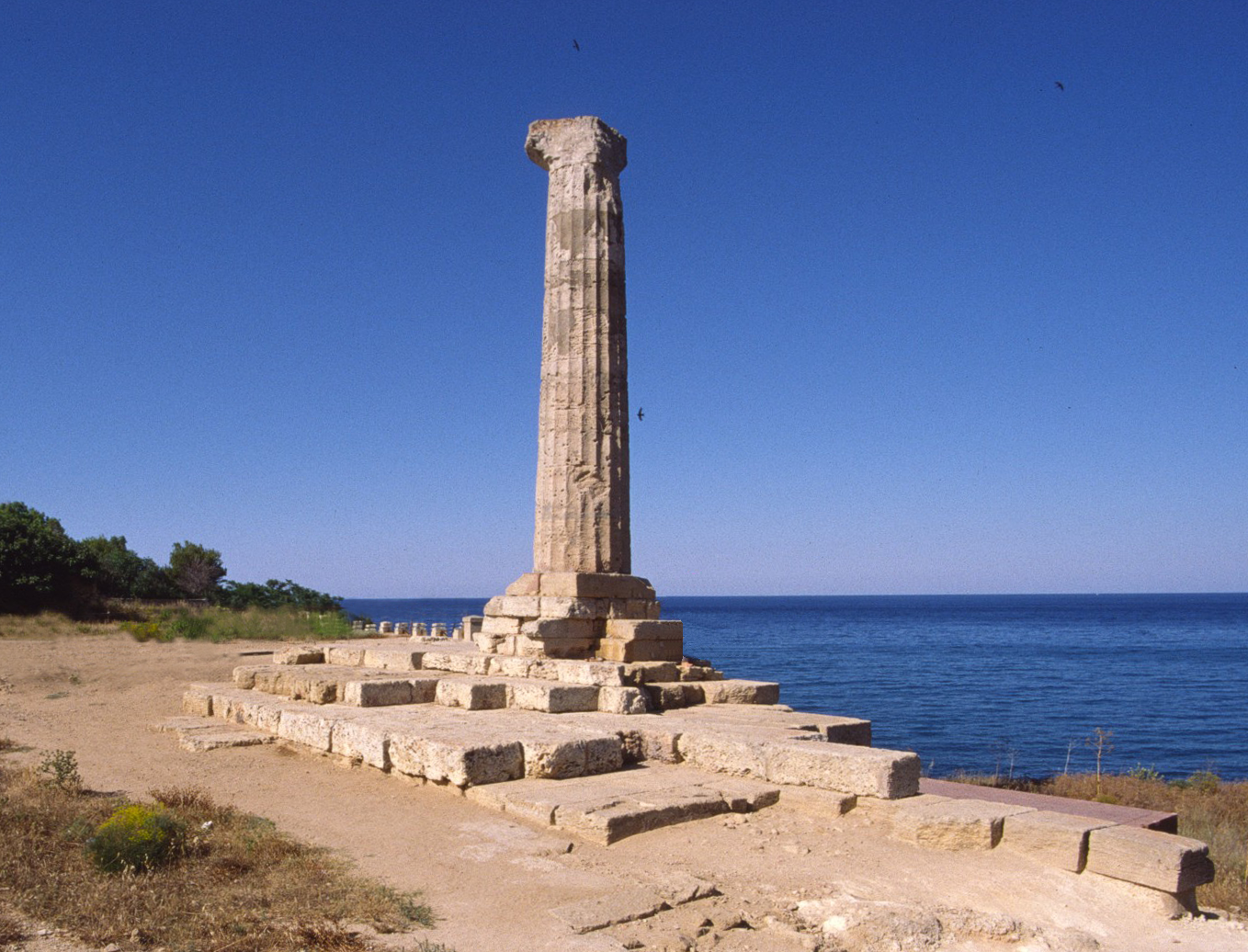
Die Reste des Tempels der Hera Lacinia im antiken Lakinion nahe Kroton

Der Italiotische Bund war eine politisch-militärische Allianz (Koinon) einiger griechischer Poleis der Magna Graecia zur Verteidigung gegen die Lukaner, gegen Dionysios I., den Tyrannen von Syrakus, und andere Mächte. Der Zusammenschluss erfolgte im Jahre 393 v. Chr. und umfasste zumindest die Städte Rhegion, Kroton, Thurioi, Hipponion, Kaulonia und Elea, wobei die Führungsrolle Kroton zukam, das im nahegelegenen Lakinion, einem überregional bedeutenden Heraheiligtum, die Versammlungen der Allianz ausrichtete.
Eine Mitgliedschaft der Stadt Herakleia, einer Apoikie von Tarent, zu dieser Zeit kann aufgrund von Münzfunden vermutet werden, bei Tarent selbst hingegen liegen dazu bislang keine Nachweise vor. Wahrscheinlich ist vielmehr, dass Tarent zunächst von den Auseinandersetzungen zwischen dem Koinon und den mit Dionysios verbündeten Lukanern profitierte.
Erst einige Zeit nach dem Fall Krotons, das im Jahre 379 v. Chr. von Dionysios besiegt und besetzt wurde, verlegte man den Ort der Italiotischen Bundesversammlung nach Herakleia. Hierfür gibt es aber keine direkten Nachweise, sondern man schließt dies aus der Tatsache, dass Alexander der Molosser, der 334 bis 331 v. Chr. als Söldnerführer in Diensten Tarents stand, die Versammlung von Herakleia nach Thurii verlegen wollte, nachdem er sich mit seinen ehemaligen Auftraggebern überworfen hatte.
Aus der engen Verbindung zwischen Tarent und seiner Tochterstadt Herakleia wiederum ergibt sich für die Zeit nach der Eroberung Krotons eine Mitgliedschaft und Führerschaft von Tarent im Italiotischen Bund, die möglicherweise von Dionysios ermutigt und unterstützt wurde. Spätestens nach der Niederlage Tarents gegen die Römer im Jahr 272 v. Chr. verlor der Bund dann jede politische Bedeutung.